# Armando Cooper
Armando Enrique Cooper Whitaker, född 26 november 1987, är en panamansk fotbollsspelare som spelar för Maccabi Petah Tikva.

## Landslagskarriär
Cooper debuterade för Panamas landslag den 7 oktober 2006 i en 1–0-vinst över El Salvador. I maj 2018 blev han uttagen i Panamas trupp till fotbolls-VM 2018.